# FS E621 sorozat
Az FS E621 sorozat az Olasz Államvasutak (FS) öt villamos mozdonyából álló sorozata volt. Ezeket 1947-ben építették át az eredetileg 1925-ben gyártott FS E620 sorozatból. A fő változás a 650 V egyenáramú harmadik sínről a 3000 V egyenáramú felsővezetéki áramellátásra való átállítás volt.

## Áttekintés
A mozdonyokat 1925-ben az Officine Meccaniche Reggiane építette, a forgalomból kivont vasúti kocsik elektromos alkatrészeinek újrafelhasználásával. Két 3 tengelyes forgóvázzal és hat vontatómotorral rendelkeztek, a mozdonyok  maximális sebessége 85 km/h volt. A motorok orrfelfüggesztéssel voltak felszerelve, és a tengelyekhez voltak kapcsolva.
Az átépítésre azért került sor, hogy a mozdonyok 3000 voltos felsővezetéki áramellátás mellett is működhessenek, és hogy a második világháború utáni mozdonyhiányt kezelni tudják. Annak érdekében, hogy az elektromos berendezéseket és a 650 voltos motorokat túlzott átalakítások nélkül lehessen használni, a metadin rendszer került alkalmazásra. Ez a 3000 voltos hálózati feszültséget 1500 voltra csökkentette. Az 1500 voltos feszültséget ezután sorpáronként a motorokhoz táplálták, ami motoronként 750 voltot eredményezett. A teljesítmény 950 kW-ról (1270 LE) folyamatos teljesítményről 1350 kW-ra (1810 LE) nőtt (1 órás névleges teljesítmény).